# Lower Upham
Lower Upham – wieś w Anglii, w hrabstwie Hampshire. Leży 14 km na południowy wschód od miasta Winchester i 99 km na południowy zachód od Londynu.